# Lista över priser och nomineringar mottagna av The Darkness
The Darkness är en brittisk rockgrupp, bildat i Lowestoft, England år 2000 av sångaren och gitarristen Justin Hawkins tillsammans med sin bror, gitarristen Dan Hawkins, samt basisten Frankie Poullain och trummisen Ed Graham. Gruppen fick sitt kommersiella genombrott med debutalbumet Permission to Land som gavs ut 2003.
Poullain lämnade gruppen 2005, och ersattes av Richie Edwards innan den upplöstes året därpå. I början av 2011 återförenades The Darkness, med Poullain åter som basist. Graham lämnade bandet under hösten 2014 och ersattes av Emily Dolan Davies som medverkar på bandets fjärde studioalbum, Last of Our Kind. Dolan Davies lämnade dock gruppen i april 2015 och ersattes samma månad av Rufus Tiger Taylor. Med Taylor i bandet har gruppen givit ut studioalbumen Pinewood Smile (2017) och Easter Is Cancelled (2019).
Bandet hade sin storhetstid i samband med utgivningen av Permission to Land. 2003 vann The Darkness en MTV EMA för "Best UK Act". Gruppen var nominerade till fyra Brit Awards året därpå och vann i tre kategorier – två av dem var för "Best British Album" och "Best British Band". Bandet tilldelades samma år också en Ivor Novello för "Songwriters of the Year".

## Priser
Brit Awards
| Datum            | Utmärkelse                   | Verk               | Resultat  |
| ---------------- | ---------------------------- | ------------------ | --------- |
| 17 februari 2004 | Mastercard British Album     | Permission to Land | Vann      |
| 17 februari 2004 | Best British Group           | The Darkness       | Vann      |
| 17 februari 2004 | Best British Breaktrough Act | The Darkness       | Nominerad |
| 17 februari 2004 | Best British Rock Act        | The Darkness       | Vann      |

Classic Rock Roll of Honour Awards
| Datum            | Utmärkelse          | Verk         | Resultat |
| ---------------- | ------------------- | ------------ | -------- |
| 14 november 2013 | Showman of the Year | The Darkness | Vann     |

Elle Style Awards
| Datum            | Utmärkelse     | Verk         | Resultat |
| ---------------- | -------------- | ------------ | -------- |
| 16 februari 2004 | Best Music Act | The Darkness | Vann     |

Interactive Music Awards
| Datum           | Utmärkelse         | Verk                               | Resultat  |
| --------------- | ------------------ | ---------------------------------- | --------- |
| 2 december 2003 | Artist of the Year | The Darkness                       | Nominerad |
| 2 december 2003 | Best Music Video   | "I Believe in a Thing Called Love" | Nominerad |

Ivor Novello Awards
| Datum       | Utmärkelse              | Verk         | Resultat |
| ----------- | ----------------------- | ------------ | -------- |
| 27 maj 2004 | Songwriters of the Year | The Darkness | Vann     |

Kerrang! Awards
| Datum           | Utmärkelse            | Nominerad/verk     | Resultat  |
| --------------- | --------------------- | ------------------ | --------- |
| 21 augusti 2003 | Best Album            | Permission to Land | Vann      |
| 21 augusti 2003 | Best British Newcomer | The Darkness       | Nominerad |
| 21 augusti 2003 | Best Live Act         | The Darkness       | Vann      |
| 26 augusti 2004 | Best Live Band        | The Darkness       | Vann      |
| 26 augusti 2004 | Best British Band     | The Darkness       | Vann      |

Mercury Music Prize
| Datum            | Utmärkelse | Nominerad/verk     | Resultat  |
| ---------------- | ---------- | ------------------ | --------- |
| 9 september 2003 | Best Album | Permission to Land | Nominerad |

Metal Hammer Gold Gods Awards
| Datum       | Utmärkelse  | Nominerad/verk                | Resultat |
| ----------- | ----------- | ----------------------------- | -------- |
| 3 juni 2003 | Best single | "Get Your Hands off My Woman" | Vann     |
| 7 juni 2004 | Best Video  | "Love Is Only a Feeling"      | Vann     |

Meteor Music Awards
| Datum       | Utmärkelse | Verk         | Resultat |
| ----------- | ---------- | ------------ | -------- |
| 1 mars 2004 | Best Group | The Darkness | Vann     |

MTV Australia Awards
| Datum         | Utmärkelse        | Verk             | Resultat  |
| ------------- | ----------------- | ---------------- | --------- |
| 12 april 2006 | Video of the Year | "One Way Ticket" | Nominerad |
| 12 april 2006 | Best Rock Video   | "One Way Ticket" | Vann      |

MTV Europe Music Awards
| Datum            | Utmärkelse       | Nominerad/verk | Resultat  |
| ---------------- | ---------------- | -------------- | --------- |
| 6 november 2003  | Best MTV2 UK Act | The Darkness   | Vann      |
| 18 november 2004 | Best Rock        | The Darkness   | Nominerad |

MTV Video Music Awards
| Datum           | Utmärkelse                 | Verk                               | Resultat  |
| --------------- | -------------------------- | ---------------------------------- | --------- |
| 29 augusti 2004 | Best Rock Video            | "I Believe in a Thing Called Love" | Nominerad |
| 29 augusti 2004 | Best New Artist in a Video | "I Believe in a Thing Called Love" | Nominerad |

New Musical Express Awards
| Datum            | Utmärkelse  | Verk                               | Resultat  |
| ---------------- | ----------- | ---------------------------------- | --------- |
| 12 februari 2004 | Best Album  | Permission to Land                 | Nominerad |
| 23 februari 2006 | Worst Album | One Way Ticket to Hell ...and Back | Nominerad |

Nordic Music Awards
| Datum           | Utmärkelse              | Verk         | Resultat  |
| --------------- | ----------------------- | ------------ | --------- |
| 23 oktober 2004 | Best International Band | The Darkness | Nominerad |

Pop Factory Music Awards
| Datum            | Utmärkelse                   | Nominerad/verk     | Resultat  |
| ---------------- | ---------------------------- | ------------------ | --------- |
| 22 november 2002 | Best Pop Factory Performance | The Darkness       | Nominerad |
| 22 november 2002 | Best Pop Factory TV Debut    | The Darkness       | Nominerad |
| 24 oktober 2003  | Best Album                   | Permission to Land | Vann      |
| 24 oktober 2003  | Best Pop Factory Performance | The Darkness       | Vann      |